# برج اندرسیا
برج اندرسیا (به لاتین: Andersia Tower) یک هتل در لهستان است که در پوزنان واقع شده‌است.